# Astragalus bakaliensis
Astragalus bakaliensis är en ärtväxtart som beskrevs av Aleksandr Andrejevitj Bunge. Astragalus bakaliensis ingår i släktet vedlar, och familjen ärtväxter. Inga underarter finns listade i Catalogue of Life.